# 銀の旋律、記憶の水音。
『銀の旋律、記憶の水音。』（ぎんのせんりつ、きおくのみずおと）は、田村ゆかりの5作目のオリジナルアルバム。2006年4月19日、KONAMIより発売。

## 解説
- シングル「恋せよ女の子」カップリング曲「君をつれて」「Candy Smile」と、「Spiritual Garden」カップリング曲「Cutie♥Cutie」「Traveling with a sheep」は未収録である。
- 初回限定盤はデジブック仕様。

## 収録曲
1. Overture〜bloom〜
  - 作曲・編曲：橋本由香利
2. デイジー・ブルー
  - 作詞：ふじのマナミ、作曲・編曲：橋本由香利
  - 文化放送系ラジオ「田村ゆかりのいたずら黒うさぎ」オープニングテーマ（2006年4月 - 7月）
3. エアシューター
  - 作詞・作曲：marhy、編曲：橋本由香利
4. 恋せよ女の子
  - 作詞：羽月美久、作曲・編曲：小松一也
  - 8thシングル、テレビ東京系アニメーション「極上生徒会」オープニングテーマ
5. 宵待ちの花
  - 作詞：コトワカナデ、作曲・編曲：田中隼人
6. Interlude〜aqua〜
  - 作曲・編曲：浅井裕子
7. Amazing Kiss
  - 作詞：渡邉美佳、作曲・編曲：太田雅友
8. Black cherry
  - 作詞：渡邉美佳、作曲：田村信二、編曲：中村康就
9. 月のメロディー
  - 作詞：marhy、作曲・編曲：柘植敏道
10. Cursed Lily
  - 作詞：畑亜貴、作曲・編曲：太田雅友
11. Interlude〜aria〜
  - 作曲・編曲：浅井裕子
12. POWDER RAINBOW
  - 作詞：ucio、作曲・編曲：柘植敏道
13. Spiritual Garden
  - 作詞：三井ゆきこ、作曲・編曲：太田雅友
  - 9thシングル、テレビアニメーション「魔法少女リリカルなのはA's」エンディングテーマ
14. fancy baby doll
  - 作詞：三井ゆきこ、作曲・編曲：太田雅友
15. 優しい夜に。
  - 作詞：三井ゆきこ、作曲・編曲：太田雅友
  - 文化放送系ラジオ「田村ゆかりのいたずら黒うさぎ」エンディングテーマ（2006年4月 - 11月）